# Energiatőzsde
Az energiatőzsde egy olyan informatikai platformon megjelenő piactér, amelyen energiakereskedelemben részt vevő piaci szereplők tesznek ajánlatot, illetve kötnek egymással ügyleteket különböző termékekre vonatkozóan. Az energiatőzsde tehát olyan szervezett piac, amelyen a kereskedelem szabványosított ügyletek formájában működik.
Az energiatőzsdén amennyiben az eladónak, és a vevőnek ismeretlennek kell maradnia egymás számára adott ügylet megkötése kapcsán, ez csak egy közvetítő fél közreműködésével lehetséges. Az ügyleteknek ezt az ún. központi szerződő felét az elszámolóház tölti be, mely az ügyletek elszámolásán kívül a biztosítékok nyújtásáért is felel.
Egy-egy adásvételi ügylet kapcsán ilyenkor – ugyanazon ár, mennyiség jellemzőkkel – valójában tehát két tényleges tranzakció keletkezik:
- egy olyan, melyben az eladó az eredeti eladó, és melyben a vevő az elszámolóház;
- egy olyan, melyben az eladó az elszámolóház, a vevő pedig az eredeti vevő.

Ily módon az elszámolást tekintve az eladó és a vevő ismeretlen marad egymás számára; szerződő félként csak az elszámolóházat látják.
A magyarországi energiatőzsde a HUDEX Magyar Derivatív Energiatőzsde ZRt. (Hungarian Derivative Energy Exchange), ami a HUPX Magyar Szervezett Villamosenergia-piac és a CEEGEX Közép-Kelet Európai Szervezett Földgázpiac alá tartozó fizikai leszállítású határidős (Physical Futures; PhF) ügyletek ügyletek kezelésére jött létre a MiFID II EU szabályozás alapján; működését 2018. január 1-jén kezdte meg.

## Lásd még
- HUDEX – fizikai leszállítású határidős ügyletek
- HUPX – villamos áram
- CEEGEX – gáz